# استن اسمیت
استن اسمیت (انگلیسی: Stan Smith؛ زاده ۳ ژانویهٔ ۱۹۳۷ درگذشته ۱۳ ژانویهٔ ۲۰۱۰) یک مجرم شناخته شده در کشور استرالیا بوده است.